# Capital (departement van San Juan)
Capital is een departement in de Argentijnse provincie San Juan. Het departement (Spaans:  departamento) heeft een oppervlakte van 30 km² en telt 112.778 inwoners.
De hoofdplaats is San Juan.

## Plaatsen in departement Capital
- Concepción
- Desamparados
- San Juan
- Trinidad